# Іванюта Лідія Іванівна
Лі́дія Іва́нівна Іваню́та (26 серпня 1929, Горянівка — 16 червня 2020) — українська акушер-гінеколог, доктор медичних наук — 1976, професор — 1987.

## Життєпис
1954 року закінчила Станіславський медичний інститут, працювала лікарем. Від 1961 року — в Інституті педіатрії, акушерства та гінекології АМНУ, протягом 1982—2007 років — завідувачка відділення реабілітації репродуктивної функції жінок.
Здійснювала наукові дослідження в таких напрямах:
- регуляція репродукції людини
- роль мікробного чинника, механізми розвитку і проблеми діагностики та лікування жіночої неплідності
- цитоморфологія ооцитів
- метаболічні зміни ендометрію та їх роль у патогенезі неплідності нез'ясованого генезу.

Запровадила в практику методи мікро- та ендохірургії (при лікуванні неплідності).
Дружина Ореста Іванюти, мати Сергія Іванюти.
Померла у 90-річному віці 16 червня 2020 року.

## Серед робіт
- «Запальні захворювання жіночих статевих органів», 1975
- «Основи лікувального харчування вагітних», 1984
- «Проблема безплідності в Україні і шляхи її вирішення», 1996
- «Алгоритм апаратного обстеження жінок з порушеною репродуктивною функцією», 2000, у співавторстві з Дубчак А. Є., А. Г. Корнацькою, Кондратюк В. К., Беліс Н. І.
- «Сучасні принципи антимікробної терапії запальних захворювань органів малого тазу», 2006
- «Репродуктивна хірургія: погляди на проблему вітчизняних та зарубіжних спеціалістів», 2008